# Вахіт-Джамі
Вахіт-Джамі (крим. Vahit Cami) — мечеть у селі Отарчик Бахчисарайського району Автономної Республіки Крим.
У 1938 році використовувалася як склад зерна.